# Blocus d'Almeida
Pour les articles homonymes, voir Siège d'Almeida.
Guerre d'indépendance espagnole
Batailles
- Astorga (03-1810)
- Ciudad Rodrigo (04-1810)
- Barquilla (07-1810)
- La Côa (07-1810)
- Almeida (07-1810)
- Villagarcia (08-1810)
- Trant
- Fuente de Cantos (09-1810)
- Buçaco (09-1810)
- Torres Vedras
- Pombal (03-1811)
- Redinha (03-1811)
- Condeixa
- Casal Novo (03-1811)
- Foz de Arouce (03-1811)
- Sabugal (04-1811)
- Fuentes de Oñoro (05-1811)
- Almeida  (04-1811)

Le blocus d'Almeida est le dernier épisode militaire de la troisième invasion napoléonienne au Portugal, qui s'inscrit dans le cadre de la guerre d'indépendance espagnole. Il se déroule entre le 7 avril et le 10 mai 1811. Après la bataille de Sabugal (3 avril 1811), les troupes du maréchal Masséna se retirent vers l'Espagne mais laissent une garnison de près de 1 400 hommes à Almeida, sous le commandement du général Brenier. Wellington fait immédiatement encercler la ville avant d'être contraint d'interrompre l'opération pour aller affronter les Français à la bataille de Fuentes de Oñoro. Il s'agissait d'une tentative française d'amener du renfort et des vivres à la garnison d'Almeida qui n'aboutira qu'à l'isoler encore plus. Masséna ne pouvait qu'essayer de couvrir leur fuite si seulement ces hommes parvenaient à sortir de la ville. Le siège d'Almeida se termina par la fuite spectaculaire de la garnison française.

## Le champ de bataille
Almeida est une ville portugaise appartenant au district de Guarda, au nord de la province de la Beira intérieure. Elle compte près de 1 500 habitants. La partie ancienne de la ville se trouve derrière les murailles de la forteresse qui a commencé à être construite durant la Guerre de Restauration. La forteresse repose sur un terrain rocheux (sur lequel reposait un ancien château médiéval) et par conséquent difficile à travailler (pour y creuser tranchées ou tunnels).
La forteresse d'Almeida est l'une des plus imposantes du Portugal. Elle se trouve sur une petite colline qui est la plus haute de la région. Bien qu'ayant été construite pour protéger le vieux pont traversant le Côa, celui-ci se situe à 2 km de là et ne peut en être vu. Au cours des siècles, Almeida a joué un rôle important dans la défense de la frontière.

## Les forces en présence

### Forces alliées
Les forces britanniques et portugaises directement impliquées dans le siège étaient:
- 6e division, sous le commandement du général de division Alexander Campbell, avec 5 250 hommes[1].

1re brigade, sous le commandement du colonel Hulse, avec 2 041 hommes. Il était composé des bataillons suivants : 1/11th Foot, 2/53e de pied et 1/61e de pied, 5/60e de pied (1 compagnie) ;
2e brigade, sous le commandement du colonel Burne, avec 1 072 hommes. Il se composait de deux bataillons: 2nd Foot (Queen's Royal) et 1/36th Foot;
3e brigade (portugaise) - Coronel Madden - 2 137 hommes. Il se composait de : RI 8 (2 bataillons) et RI 12 (2 bataillons).
- 1re Brigade Portugaise, sous le commandement du Major-Général Denis Pack, avec 2 267 hommes. aucun autre numéro n'a été trouvé dans les ouvrages indiqués dans la bibliographie. Certes, les chiffres mentionnés à la date du siège seront différents mais, étant donné que la brigade a maintenu la même constitution et n'a pas participé aux batailles de Sabugal ou Fuentes de Oñoro et que les pertes subies par Caçadores 4 dans le combat de Redinha (12 mars 1811) ne sont pas très significatifs (Voir OMAN, Tome III, p. 614 et 615), on peut accepter ce chiffre comme un ordre de grandeur pas très éloigné de la réalité. Cette brigade n'était affectée à aucune division et est donc souvent appelée la brigade indépendante. Il se composait de: RI 1 (deux bataillons), RI 16 (deux bataillons) et Caçadores Battalion no 4.

### Forces françaises
La garnison française d'Almeida avait une force d'environ 1 400 hommes, principalement de l'infanterie, mais avec un grand pourcentage d'artillerie et de sapeurs. Le commandant de la garnison était le général Antoine François Brenier de Montmorand.

## Opérations
Lorsque, après la bataille de Sabugal (3 avril 1811), l'armée de Massena se retire en Espagne, elle laisse une garnison sur la place d'Almeida. Wellington n'avait pas de train de siège sur le site. Par conséquent, il ne pouvait que bloquer l'accès à la place et empêcher la garnison de sortir ou les approvisionnements d'entrer. Avec le train de siège parti, Wellington s'attendait à ce que la garnison meure de faim pour se rendre. Il a également calculé qu'il faudrait plusieurs semaines à Masséna pour réorganiser son armée afin qu'il puisse reprendre l'action offensive.
Dans la place d'Almeida, il n'y avait pas de ravitaillement en abondance, mais les ouvrages défensifs qui avaient été endommagés lors du siège de l'année précédente (voir "Siège d'Almeida (1810)") avaient été réparé. Le mur principal et les dépendances à l'épreuve des bombes étaient en bon état. Massena déclencherait une opération pour libérer Almeida. Le résultat de la Bataille de Fuentes de Oñoro (3-5 mai 1811) l'oblige cependant à changer ses plans.
Le blocus de la forteresse d'Almeida a d'abord été effectué par les Milices sous le commandement du Colonel Trant et par la 1re Brigade portugaise sous le commandement de Denis Pack. Alors que Wellington commençait à avoir ses unités disponibles après le retrait des Français en Espagne, il confia la responsabilité du blocus au général de division Alexander Campbell avec sa 6e division soutenue par la brigade de Denis Pack. L'approche des Français aux positions de Fuentes de Oñoro contraint Wellington à retirer la 6e division du blocus. Celui-ci reviendrait cependant intact à sa mission précédente. 

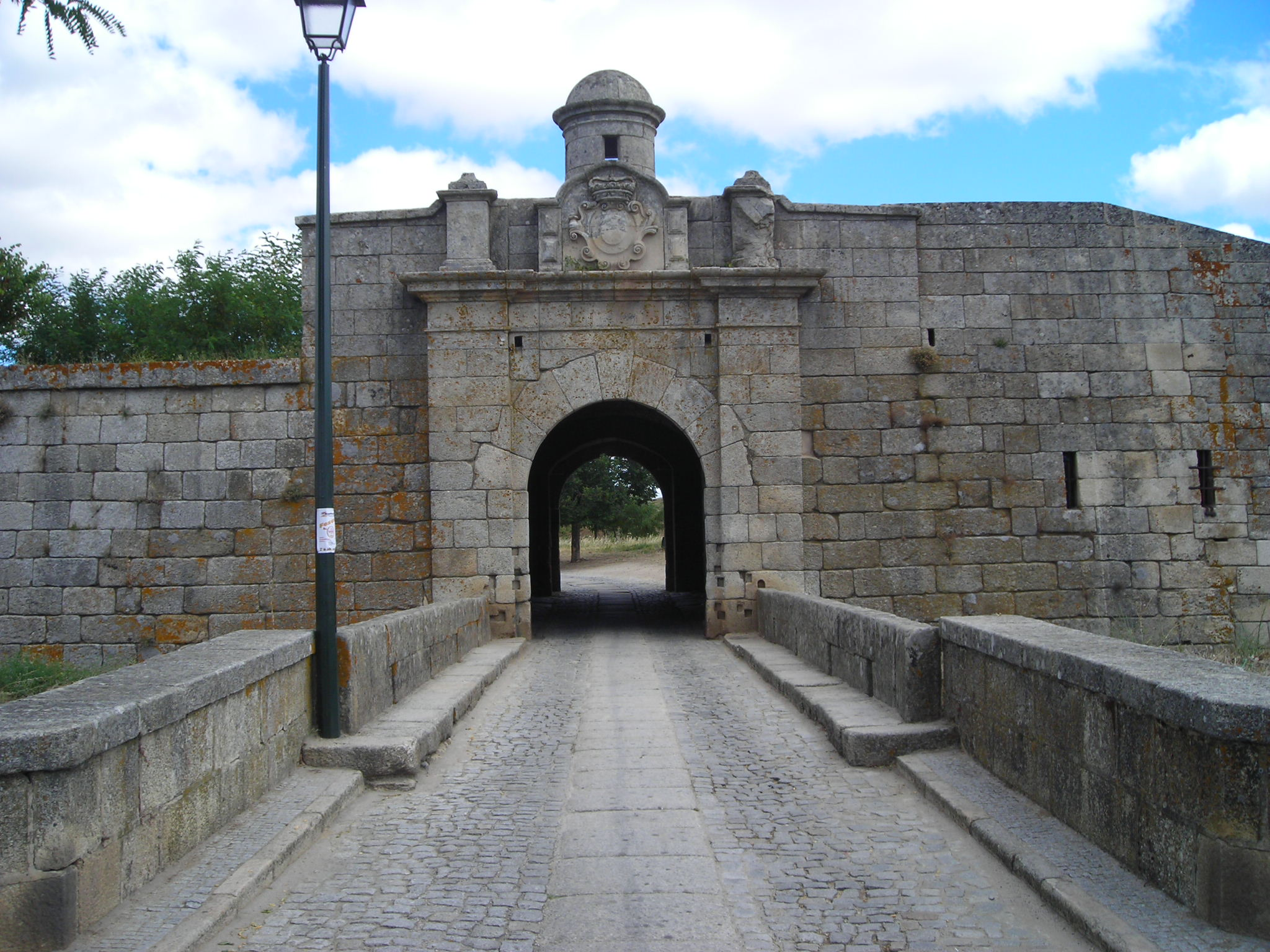
Praça-Forte de Almeida, Portugal : porte d'accès à l'intérieur de la place.

La bataille de Fuentes de Oñoro s'est terminée le 5 mai mais ce n'est que le 8 que Massena a retiré ses troupes. De toute évidence, Masséna renonçait à libérer la place. Les fournitures destinées à Almeida ont été distribuées aux troupes. Cela ne signifiait pas pour autant que la garnison d'Almeida était abandonnée. Massena a réussi à faire venir un messager sur cette place avec des instructions pour Bernier. Il fut ainsi établi que la garnison française devait abandonner la place Almeida, franchir le cordon de blocus et se diriger vers le nord où elle traverserait la rivière Águeda sur le pont Barba del Puerco. Sur la rive est, le II CE de Reynier était positionné depuis le 8 avec pour mission de soutenir le passage de la garnison française. Pour accuser réception de ce message, la garnison doit tirer trois salves d'artillerie à 22h00. Brenier a procédé selon les instructions reçues. Lorsque les obus d'artillerie sont tirés, Masséna apprend que Brenier a reçu des instructions et va exécuter le plan de repli. Les troupes françaises abandonnent alors la région de Fuentes de Oñoro.
Les troupes qui effectuaient le blocus étaient stationnées loin de la place (5 à 6 km). Les régiments restent dans les villages qui se trouvent dans la région et, pour les relier, un cordon de piquets (postes de surveillance) est mis en place. On n'a pas pris soin de rapprocher ces poteaux des murs pendant les heures de mauvaise visibilité.
Vers 23h30 le 10 mai, les Français, organisés en deux colonnes qui défilaient parallèlement l'une à l'autre, quittèrent la Praça de Almeida par la porte Nord et attaquèrent la ligne de blocus au point où les piquets du 1er Bataillon étaient reliés. Pack's Brigade et les piquets de Burne's Brigade. Ils ne rencontrèrent pas plus d'opposition que les tirs de mousquet des sentinelles portugaises, qui furent facilement repoussées.
Cinq minutes plus tard, une série d'explosions violentes à Almeida alarma toute la force de blocage. Brenier avait ordonné, en partant, le déclenchement d'un ensemble de charges explosives qui détruisirent une grande partie des ouvrages défensifs des secteurs Nord et Est. Du côté sud, les fusibles n'ont pas fonctionné et peu de dégâts ont été causés. Une grande partie de la forteresse a été détruite.
Le colonel Iremonger, commandant de l'unité la plus proche du point où les Français ont franchi le blocus - le 2nd Foot (Queen's Royal) - se limite, face à de tels événements, à mettre les hommes en alerte et envoie des patrouilles dans vers Almeida. Ce sont ces patrouilles qui ont signalé que la ville semblait avoir été évacuée. Même lorsque le jour s'est levé, le colonel Iremonger n'a déplacé aucune force.
Pendant les premiers kilomètres de sa retraite, Brenier n'est suivi que par le général de division Pack qui a rassemblé 80 hommes. Pack a informé Campbell de la direction que prenait l'ennemi. Pendant plusieurs heures, le contact est maintenu avec l'arrière de la colonne Brenier. De nombreux Français errants sont faits prisonniers ainsi que tous les bagages de la garnison française. La principale préoccupation des Français était d'avancer le plus vite possible et de ne pas riposter aux poursuivants.
Au lever du jour, Pack était à Villa de Ciervo et n'était accompagné que d'un major et de onze soldats. D'autres forces ont tenté de couper le chemin aux Français mais ils ont réussi, bien qu'avec de nombreuses pertes, à traverser le pont Barba del Puerco. Le II CE de Reynier a empêché la poursuite de se poursuivre.
La tentative de poursuivre la poursuite des Français au-delà du pont de Barba del Puerco - menée par le 1/36th Foot à l'initiative de son commandant, le colonel Cochrane - fit les seules pertes que subirent les Alliés ce matin-là : dix-huit soldats plus un officier morts ou blessés ainsi que seize soldats prisonniers. Les Portugais de Pack avaient subi 15 pertes lorsque la ligne de blocus a été forcée vers minuit. Les Français ont subi dans toute cette action 360 victimes et, parmi eux, 200 étaient des prisonniers.